# Fenilefrin
Fenilefrin je selektivni agonist α1-adrenergičkog receptora koji se prvenstveno koristi kao dekongestant, agens za dilataciju zenica, i povišenje krvnog pritiska. Fenilefrin je nedavno ušao u prodaju kao zamena za pseudoefedrin (npr. Sudafed), mada neki izvori tvrde da peroralni fenilefrin nije efektivniji kao dekongestiv od placeba.

## Upotreba

### Dekongestiv
Fenilefrin se koristi kao dekongestiv u čvrstom obliku kao peroralni lek, i tečnom kao nazalni sprej, ili kapi za oči. Fenilefrin najuobičajeniji dekongestiv koji se može nabaviti bez recepta u SAD-u. Oksimetazolin je u široj upotrebi kao nazalni sprej. Pseudoefedrin je svojevremeno bio u najširoj upotrebi, ali je njegova loša reputacija kao prekurzora metamfetamina navela neke vlade da ograniče njegovu prodaju.
Peroralni fenilefrin se ekstenzivno metaboliše monoaminskom oksidazom, enzimom koji je prisutan u gastrointestinalnom traktru i jetri. Kao posledica toga bioraspoloživost oralnog fenilefrina je oko 38 procenata. Pošto je fenilefrin selektivni agonist α-adrenergičkog receptora, on ne izaziva oslobađanje endogenog noradrenalina, za razliku od pseudoefedrina. Fenilefrin ima manju sklonost izazivanja nuspojava poput stimulacije centralnog nervnog sistema, insomnije, anksioznosti, uznemirenosti, i nespokoja. Efikasnost fenilefrina kao dekongestiva potiče od vazokonstrikcije nosnih krvnih sudova, što smanjuje protok krvi u sluzokoži sinusa, i uklanja njen otok (edem).

## Spoljašnje veze
- - Fenilefrin
- MedlinePlus: Fenilefrin
- U.S. Informacije o leku

|  | Molimo Vas, obratite pažnju na važno upozorenje u vezi sa temama iz oblasti medicine (zdravlja). |